# Militärkatholikenrat

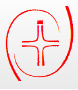
Logo des MKR

Der Katholikenrat beim Katholischen Militärbischof für die Deutsche Bundeswehr (bis 2009: Zentrale Versammlung (ZV)) ist ein Beratungsgremium innerhalb der katholischen Militärseelsorge.

## Ordnung
Der Militärkatholikenrat (MKR) ist der Zusammenschluss von Vertretern des Laienapostolats im Jurisdiktionsbereich des Katholischen Militärbischofs auf Bundesebene. Er ist damit das unmittelbare Beratungsgremium des Katholischen Militärbischofs. Der Katholikenrat tritt einmal im Jahr zu seiner Vollversammlung im Rahmen der Woche der Begegnung zusammen. Im Rahmen derselben Woche tagt die Bundeskonferenz der Gemeinschaft Katholischer Soldaten (GKS).
Die Organisation ist vom Militärbischof offiziell anerkanntes Organ im Sinne des Konzildekrets über das Apostolat der Laien. (Nr. 26) Sie entspricht in etwa der Rahmenordnung der Würzburger Synode.

## Sachausschüsse
Der MKR hat acht Sachausschüsse, in denen ein Hauptteil des Facharbeit geleistet wird. Diese werden von jeweils einem Vorstandsmitglied geleitet. Die Sachausschussmitglieder werden vom Vorstand berufen.
Anlässlich der Woche der Begegnung berichten die Leiter der Sachausschüsse der Vollversammlung des MKR von der Arbeit in ihren Themengebieten.

### I. Dienstalltag und Christsein/Mission
Schwerpunktthemen sind „Lebenskundlicher Unterricht (LKU)“, „Familienseelsorge“ und „Seelsorge im Auslandseinsatz“. Unter anderem hat der Sachausschuss I an der  Erstellung der Richtlinie gemäß Zentraler Dienstvorschrift (ZDv) 10/4 mitgewirkt.

### II. Gemeindearbeit
Hier werden Fragen und Probleme aus den Seelsorgebezirken mit Vorschlägen zur Beantwortung und Lösung an den Vorstand weitergeleitet. Des Weiteren erarbeitet der Sachausschuss II Vorschläge für die Ordnung der Laiengremien und zur Unterstützung der Laienarbeit im Auslandseinsatz. Er beobachtet Veränderungen in der Bundeswehr, die Einfluss auf die Militärseelsorge in den Standorten haben. Der Sachausschuss II unterhält enge Verbindungen zu den Pfarrgemeinderäten (PGR) und zu den Dekanatsarbeitskonferenzen (DAK) der Katholischen Militärdekanate (KMilD).

### III. Organisation
Der Sachausschuss III organisiert zusammen mit dem zuständigen Referat im Katholischen Militärbischofsamt die Vollversammlungen des Katholikenrates und plant die Termine des Vorstandes.

### IV. Verbandsarbeit
In Verbindung und Abstimmung mit der „Gemeinschaft Katholischer Soldaten“ in der Bundeswehr (GKS) baut der Sachausschuss IV Kontakte zu katholischen Verbänden auf und pflegt diese.

### V. Soziales Engagement
Hauptaufgabe des Sachausschusses V sind Vorschläge für Projekte der sozial-karitativen Aktion „Nachbarschaftshilfe“ der Katholischen Militärseelsorge. Dazu arbeitet er eng mit den Partnern in den Projekten zusammen und begleitet deren Umsetzung. Im Rahmen der Kontaktpflege zu Renovabis vertritt er den Katholikenrat bei Partnerschaftstreffen dieser Organisation.

### VI. Gesellschaftliche Entwicklung/Friede/Umwelt
Der Schwerpunkt des Sachausschusses VI liegt auf dem Gebiet der Patientenverfügung mit den Teilbereichen Vorsorgevollmacht und Versorgungsvollmacht. Das Ziel, die Soldaten und die militärische Führung für dieses Thema zu sensibilisieren und konkrete Hilfestellungen bei der Vorbereitung auf Einsätze anzubieten, ist nur zum Teil erreicht worden. Der Ausschuss ist zurzeit (2009) vakant und nicht mehr aktiv.

### VII. Ehe – Familie – Partnerschaft
Die Themenbereiche des Sachausschusses VII sind hauptsächlich „Fernbeziehungen“ und „Kinder“, aktuell „Ängste vor Tod und Verwundung“. Dazu begleitete er die Entstehung der Elternbroschüre der Katholischen Militärseelsorge Wir schaffen das und baut seine Webseite weiter aus.

### VIII. Information
Der Sachausschuss VIII ist verantwortlich für den Internetauftritt des MKR, die Pressearbeit und die Herausgabe von Informationen und Flyern.

## Hilfsprojekte

### Nachbarschaftshilfe
Die Nachbarschaftshilfe ist eine sozial-karitative Aktion katholischer Soldaten der Bundeswehr für notleidende und bedürftige Menschen in Mittel-, Ost- und Südosteuropa. Am 3. Mai 1990 fasste der MKR den Beschluss zum Aufbau der Nachbarschaftshilfe und seitdem wurden zehn Projekte in Angriff genommen. Mit diesen Projekten gelang es den katholischen Soldaten in den vielen Jahren nach der Wiedervereinigung und nach den Grenzöffnungen „Brücken nach Osteuropa“ zu schlagen. Seit dem Jahre 1994 wird die Nachbarschaftshilfe in enger Abstimmung mit dem kirchlichen Hilfswerk RENOVABIS durchgeführt. Bei besonderen Veranstaltungen der Katholischen Militärseelsorge werden Sammlungen und Kollekten abgehalten.
Bisherige Projekte
- 1990: Unterstützung des Mutterheims der schlesischen Schwestern des Heiligen Karl Borromäus in Trzebnica, Polen
- 1991: Behindertenkindergarten in Klausenburg, Rumänien
- 1992: Sammlung für die Caritas in Zagreb, Kroatien
- 1993: Medizinische Betreuung erkrankter Kinder aus Familien sowjetischer Soldaten in Deutschland
- 1994–1996: Wohn- und Ausbildungszentrum für gefährdete Jugendliche und Waisen in Nitra, Slowakei
- 1997/1998: Heim für Straßenkinder Haus Roncalli in Burgas, Bulgarien
- 1999/2000: Unterstützung eines Feriendorfs für tschernobylgeschädigte Kinder in Jablonitsa, Ukraine
- 2001: Umbau und Renovierung einer Pfarrkirche in Priedaine, Lettland
- 2002–2006: Hilfe für minderjährige Landminenopfer im Kosovo, Jugoslawien
- seit 2006: Aufbau eines Gymnasiums in Gjilan, Kosovo